# شرف آباد (فارس)
شرف آباد (بالفارسية: شرف آباد، تلفظ [Shāh Bahrām]) هي منطقة سكنية في محافظة فارس إيران التابعة لبلدة أشكنان مقاطعة لامرد.

## السكان
تقع هذه القرية في قسم كال وحسب تقديرات سنة 2006 كان مجموع عدد سكانها 124 نمسة يعيشون في 31 أسرة.